# Harry Fett
Harry Per Fett (født 8. september 1875 i Kristiania, død 13. september 1962 sammesteds) var en norsk kunsthistoriker og arkæolog. 
Efter at have taget artium 1894 opholdt han sig længere tid i udlandet, væsentlig Tyskland og Italien. Efter
sin hjemkomst blev han ansat som amanuensis ved Norsk Folkemuseum 1901; i denne stilling, som han indehavde til 1911, nedlagde han et stort arbejde, der blandt andet har sat frugt i en række kataloger over særudstillinger (Nationaldragter 1903, Musikinstrumenter 1904, Gamle norske Ovne 1905, Bænk og Stol i Norge 1907). Samtidig var han 1899-1908 sekretær i Foreningen til norske Fortidsmindesmærkers Bevaring, 1909-11 medlem af og 1911-13 formand i foreningens direktion. 1913 udnævntes han til rigsantikvar, hvilket han forblev til 1946. I disse stillinger har han udfoldet et energisk arbejde for at vække forståelsen af fortidsmindernes kulturelle betydning; samtidig har han arbejdet for en forsigtigere, mere pietetsfuld fremgangsmåde ved restaureringsarbejder.
Som kunsthistorisk forfatter har han været overmåde frugtbar; foruden de ovennævnte kataloger har han udgivet en række bøger og afhandlinger, af hvilke her skal nævnes Gamle norske Hjem, Hus og Bohave (1906), Billedhuggerkunsten i Norge under Sverreætten (1908, doktorafhandling), Norges Kirker i Middelalderen (1909), En islandsk Tegnebog fra Middelalderen (1910), Norges Kirker i 16. og 17. Aarhundrede (1911), Yngre norsk Folkeornamentik paa Mangletræer (Fortidsforeningens årsberetning, 1905), Overgangsformer i Unggotikkens Kunst i Norge (sammesteds 1911) og Norsk Malerkunst i Middelalderen ("Kunst og Kultur", 1915); sidstnævnte afhandling udgør en del af et større værk, der var færdigtrykt ved nytår 1916, men gik til grunde ved Bergensbranden.
Fetts arbejder, der næsten alle bevæger sig på hidtil uudforskede områder, udmærker sig ved deres frugtbare synsmåder og
gennemgående rigtige vurdering; detaillerne trænger dog i mange tilfælde til et kritisk eftersyn. Fett har også udgivet et par anonyme litterære arbejder Døde Røster (1911) og Guder og Mennesker (1912, beslaglagt som injurierende), der begge væsentlig indeholder samfundskritiske betragtninger i pastichens form. 1909-16 har han sammen med Haakon Shetelig redigeret tidsskriften "Kunst og Kultur".